# The State of Europe
|  | Denne artikel er oprettet af botten PalnaBot ud fra en ekstern database. Den kan derfor have sproglige fejl eller mangler. Denne skabelon kan fjernes efter kontrol af indholdet. |

The State Of Europe er en eksperimentalfilm instrueret af Dino Raymond Hansen efter manuskript af Renny Bartlett (Ed.).

## Handling
Kan Europa overleve den amerikanske kulturbølge? Et europæisk værkstedsprojekt produceret for Channel 4 i samarbejde med Dead Honest Soul Searchers UNDER THE INFLUENCE, Marijan Max Osole DREAMLESS, Rien Hagen MONDRIAN'S MUSIC, Michel Urbain HAMBOURGEOISEMENT, Jenö Farkas LOKALSTATION 107,8 MHZ, Richard Ugolin FREDERIC 'COCA COLA', Four Frames MASTERPEACE.